# 鹿島神社 (那珂市菅谷)
鹿島神社（かしまじんじゃ）は、茨城県那珂市の神社。

## 歴史
大同年間（806年 - 810年）に創建された。元々は北の「宮の池」の辺りに位置していた。慶長年間（1596年 - 1615年）、当地を治める大名だった佐竹義宣により、八幡神社も併設された。しかし、1696年（元禄9年）に水戸藩第2代藩主徳川光圀より八幡神社は廃社となっている。
1843年（天保14年）、第9代藩主徳川斉昭の一村一社制により、当社は廃社となった。ただ、まもなく再興が認められ、1857年（安政4年）に現在地に再興された。
当社では、現在は3年に一度執り行われる「大助祭」がある。別名「提灯祭」とも呼ばれ、提灯付きの山車があたりを巡行する。

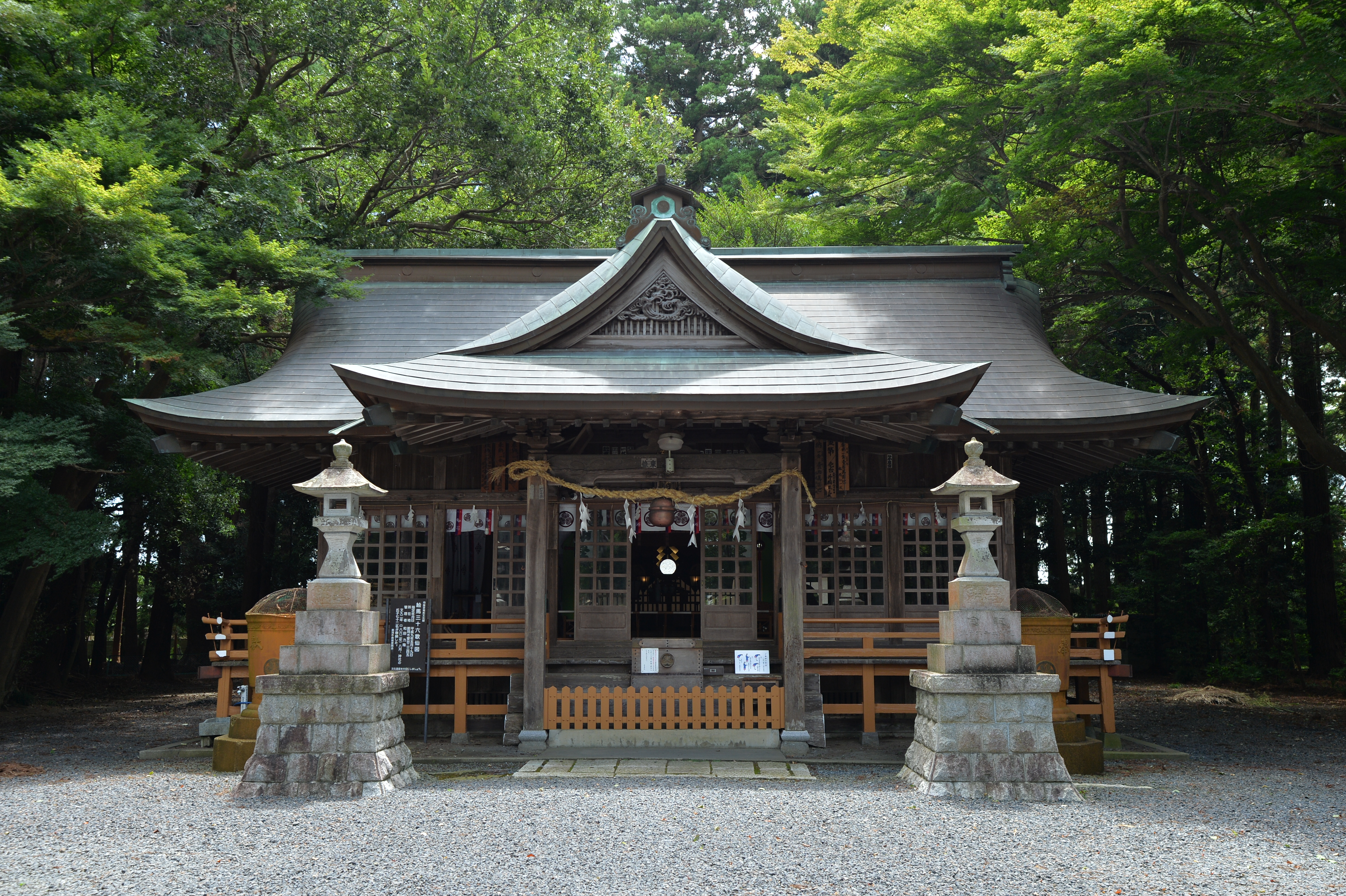
拝殿
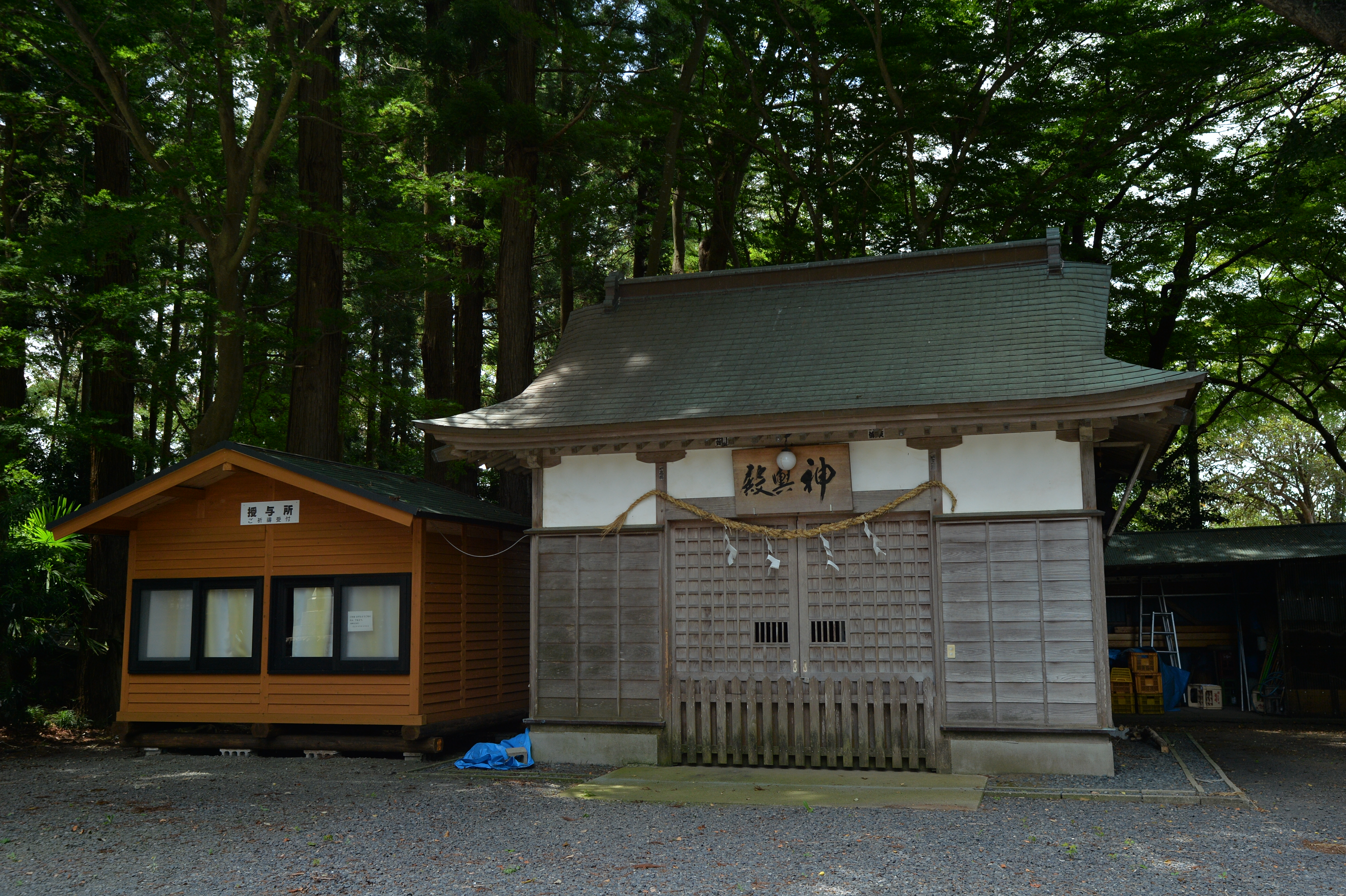
神輿殿
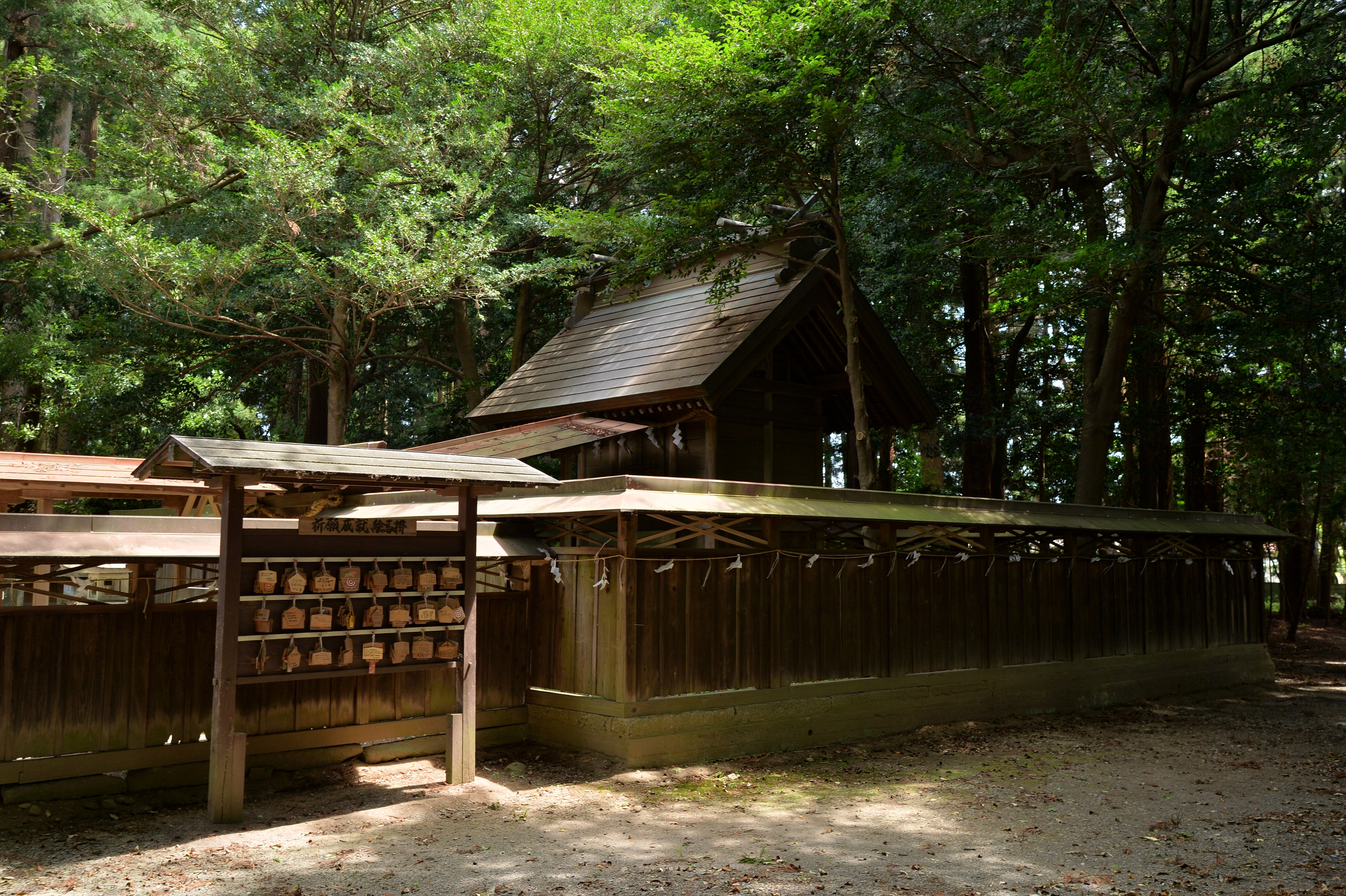
本殿

## 文化財
- 三十六歌仙図（那珂市指定文化財 平成9年5月19日指定）[2]
- 大助ばやし（那珂市指定文化財 平成16年12月16日指定）[3]

## 交通アクセス
- 中菅谷駅より徒歩10分。